# الدوري الألماني الشرقي 1952–53
الدوري الألماني الشرقي 1952–53 هو الموسم 6 من الدوري الألماني الشرقي. أقيم خلال الفترة 21 سبتمبر 1952 وحتى 16 يونيو 1953، وكان عدد الأندية المشاركة فيه 17، وفاز فيه دينامو دريسدن.